# Alpaida boa
Alpaida boa Levi, 1988 è un ragno appartenente alla famiglia Araneidae.

## Etimologia
Il nome della specie si riferisce alla località amazzonica di rinvenimento: Fonte Boa

## Caratteristiche
L'olotipo maschile rinvenuto ha dimensioni: cefalotorace lungo 1,8mm, largo 1,5mm; il primo femore misura 1,8mm e la patella e la tibia circa 2,1mm.

## Distribuzione
La specie è stata rinvenuta nel Brasile centrale: nel territorio del comune di Fonte Boa, appartenente allo stato di Amazonas.

## Tassonomia
Al 2014 non sono note sottospecie e dal 1988 non sono stati esaminati nuovi esemplari.